# Per Johansson (Handballtrainer)
Per Johansson (geboren am 10. November 1970 in Uddevalla) ist ein aus Schweden stammender Handballtrainer.

## Karriere
Johansson spielte zunächst beim Verein Uddevalla HK selbst Handball.
Ab 1993 trainierte er die Nachwuchsmannschaft und dann die Männer des GF Kroppskultur bis zum Aufstieg in die Handbollsligan, Schwedens höchste Liga. 1999 wechselte er zu Alingsås HK, dessen erste Männermannschaft er bis 2002 in der Handbollsligan trainierte. Ab dem Jahr 2002 war er Trainer der männlichen U21-Auswahlmannschaft Schwedens, die er zur U21-Weltmeisterschaft 2003 führte. Von 2005 an war er zunächst Assistenztrainer, ab 2008 Trainer der schwedischen Frauen-Nationalmannschaft. Mit dieser Auswahl konnte er den zweiten Platz bei der Europameisterschaft 2010 belegen. Nach dem 11. Platz bei den olympischen Sommerspielen 2012 gab er das Traineramt auf. Anschließend war er als Kommentator für Sveriges Television aktiv.
Von 2014 bis 2017 trainierte er die Frauen des Kungälvs HK in der Elitserien. Kurzzeitig war er im Jahr 2017 Trainer beim rumänischen Verein CSM Bukarest. Anschließend trainierte er eine Spielzeit lang, bis 2018, den Verein Boden Handboll IF. Von 2017 an trainierte er auch die montenegrinische Frauen-Nationalmannschaft. Im Jahr 2018 trainierte er nochmals den CSM Bukarest. 2020 beendete er sein Traineramt beim montenegrinischen Verband und wurde Trainer der Frauen des GK Rostow am Don. Nachdem der Verein von der EHF wegen des russischen Überfalls auf die Ukraine 2022 international gesperrt wurde, beendete Johansson sein Traineramt dort Anfang März 2022. Er übernahm im Februar 2022 das Training der niederländischen Frauen-Nationalmannschaft. Seit dem 22. März 2024 trainiert er zusätzlich den ungarischen Erstligisten Győri ETO KC. Im September 2024 beendete er seine Tätigkeit als niederländischer Nationaltrainer.